# Гігбі (Міссурі)
Гігбі (англ. Higbee) — місто (англ. city) в США, в окрузі Рендолф штату Міссурі. Населення — 459 осіб (2020).

## Географія
Гігбі розташоване за координатами 39°18′22″ пн. ш. 92°30′46″ зх. д. / 39.30611° пн. ш. 92.51278° зх. д. (39.306020, -92.512829).  За даними Бюро перепису населення США в 2010 році місто мало площу 1,11 км², уся площа — суходіл.

## Демографія
Згідно з переписом 2010 року, у місті мешкало 568 осіб у 235 домогосподарствах у складі 157 родин. Густота населення становила 510 осіб/км².  Було 273 помешкання (245/км²).
Расовий склад населення:
| - 96,8 % — білих - 0,4 % — чорних або афроамериканців |

До двох чи більше рас належало 2,8 %. Частка іспаномовних становила 0,4 % від усіх жителів.
За віковим діапазоном населення розподілялося таким чином: 23,6 % — особи молодші 18 років, 60,6 % — особи у віці 18—64 років, 15,8 % — особи у віці 65 років та старші. Медіана віку мешканця становила 41,2 року. На 100 осіб жіночої статі у місті припадало 93,9 чоловіків;  на 100 жінок у віці від 18 років та старших — 86,3 чоловіків також старших 18 років.
Середній дохід на одне домашнє господарство  становив 41 122 долари США (медіана — 32 404), а середній дохід на одну сім'ю — 54 764 долари (медіана — 40 625). Медіана доходів становила 34 444 долари для чоловіків та 26 346 доларів для жінок. За межею бідності перебувало 13,6 % осіб, у тому числі 16,4 % дітей у віці до 18 років та 8,5 % осіб у віці 65 років та старших.
Цивільне працевлаштоване населення становило 246 осіб. Основні галузі зайнятості: транспорт — 17,9 %, освіта, охорона здоров'я та соціальна допомога — 17,5 %, роздрібна торгівля — 13,4 %, публічна адміністрація — 11,8 %.

## Персоналії
- Елджин Леслі (1883-1944) — американський оператор епохи німого кіно.